# Onthophagus victor
Onthophagus victor là một loài bọ cánh cứng trong họ Bọ hung (Scarabaeidae).